# Murderdolls
Murderdolls – zespół muzyczny grający punk rock w połączeniu z glam rockiem i groove metalem powstały w 2002 roku, związany z wydawnictwem Roadrunner Records.

## Muzycy
| Ostatni skład zespołu - Joey Jordison – gitara, śpiew (2002–2004, 2010–2011) - Wednesday 13 – śpiew (2002–2004, 2010–2011) Byli członkowie zespołu - Tripp Eisen – gitara, wokal wspierający (2002) - Ben Graves – perkusja (2002–2004) - Eric Griffin – gitara basowa, wokal wspierający (2002–2004) - Acey Slade – gitara, wokal wspierający (2002–2004) |  | Muzycy koncertowi - Roman Surman – gitara, wokal wspierający (2010–2011) - Jack Tankersley – gitara basowa (2010–2011) - Racci Shay – perkusja (2010–2011) - Jason West – perkusja (2011) |

## Dyskografia
| Rok                            | Album                                                                               | Pozycja na liście | Pozycja na liście | Pozycja na liście | Pozycja na liście | Pozycja na liście | Pozycja na liście | Pozycja na liście | Pozycja na liście | Pozycja na liście | Pozycja na liście | Certyfikat   |
| Rok                            | Album                                                                               | US                | AUS               | AUT               | CHE               | FIN               | FRA               | GER               | NLD               | SWE               | UK                | Certyfikat   |
| ------------------------------ | ----------------------------------------------------------------------------------- | ----------------- | ----------------- | ----------------- | ----------------- | ----------------- | ----------------- | ----------------- | ----------------- | ----------------- | ----------------- | ------------ |
| 2002                           | Beyond the Valley of the Murderdolls - Data: 20 sierpnia 2002 - Wydawca: Roadrunner | 102               | –                 | –                 | –                 | –                 | 144               | 84                | –                 | –                 | 40                | - UK: srebro |
| 2010                           | Women and Children Last - Data: 31 sierpnia 2010 - Wydawca: Roadrunner              | 43                | 18                | 53                | 71                | 34                | 67                | 48                | 86                | 43                | 33                |              |
| „–” pozycja nie była notowana. |                                                                                     |                   |                   |                   |                   |                   |                   |                   |                   |                   |                   |              |

## Nagrody i wyróżnienia
| Rok  | Kategoria            | Tytułem     | Nagroda                     | Nota | Źródło |
| ---- | -------------------- | ----------- | --------------------------- | ---- | ------ |
| 2011 | Comeback of the Year | Murderdolls | Revolver Golden Gods Awards | Laur | [ 14 ] |